# Szerencsés János
Szerencsés János (Budapest, 1950. szeptember 11. – Budapest, 2009. június 23.) designer, fotós.

## Életpályája
Középiskolái elvégzését követően fotótechnikát és optikát tanult. 1974-ben végzett a müncheni Famous Photographer’s Schoolban, majd 1976-ban letette a Fővárosi Tanács szakfényképész mestervizsgáját. Tagja volt a Magyar Fotóművészek Szövetségének, valamint a Grafikus Művészek Derkovits Gyula Alkotóközösségének. 1972 és 1987 között a Corvina Könyvkiadó illusztrátora és fényképészeként dolgozott. 1987-től szabadfoglalkozású művész volt.

## Díjak, elismerések
- 1984: IV. Esztergomi Biennálé Nagydíja;
- 1985: Magyar Fotóművészek Nívódíja.

## Egyéni kiállítások
- 1976 • Bonaparte G., Prága
- 1979 • Dokumentum [Jokesz Antallal, Kerekes Gáborral], Műszaki Egyetem, Veszprém
- 1980 • Fotógaléria
- 1983 • Fészek Galéria, Budapest
- 1984 • Városi Galéria, Esztergom
- 1986 • Fotógaléria
- 1989 • Vajda Lajos Stúdió Galéria, Szentendre
- 1991 • Csend-Élet [Maria Lavmannal, Vető Jánossal], Fészek Galéria, Budapest

## Csoportos kiállítások
- 1980 • Dokumentum, Veszprém • II. Esztergomi Fotóbiennále, Esztergom[2]
- 1983 • Magyar Nemzeti Galéria, Budapest • Fotófőiskola, Dortmund • Centre Georges Pompidou, Párizs • Lepel, Fészek Galéria, Budapest
- 1984 • FNAC Galerie, Párizs
- 1988 • Vajda Lajos Stúdió Galéria, Szentendre.

## Művek közgyűjteményekben
- Centre Georges Pompidou, Párizs
- Bibliothèque Nationale, Párizs
- +-0 Archívum, Amszterdam
- Balassa Bálint Múzeum, Esztergom
- Herman Ottó Múzeum, Miskolc
- Fővárosi Szabó Ervin Könyvtár, Budapest.